# Escuela primaria Onehunga
La Escuela Primaria Onehunga es una antigua escuela histórica ubicada en Onehunga y registrada como edificio de categoría 1. Construida en 1901 como escuela de distrito antes de convertirse en una escuela secundaria de distrito, posteriormente sirvió como escuela primaria hasta su traslado a un nuevo sitio en 1982. Inicialmente planificada para ser demolida, la comunidad local logró salvar el edificio y se ha convertido en un centro comunitario.

## Descripción
La escuela primaria Onehunga es un ejemplo notable del estilo Reina Ana utilizado en edificios educativos en Nueva Zelanda. El edificio cuenta con tres alas principales y dos salas en la parte trasera. Los hastiales tienen remates. Originalmente, el edificio contaba con siete aulas, dispuestas simétricamente, una sala para el director y una sala para el profesorado. Un aula también servía de vestíbulo y albergaba el cuadro de honor. El edificio empleaba técnicas innovadoras de ventilación y calefacción, como grandes ventanales, aberturas en los aleros para la ventilación, estufas patentadas y ventilación de techo en las aulas. Cada aula tenía su propia entrada. Las aulas se pintaban de forma diferente según fueran cálidas o frías. Los pasillos contaban con lavabos para los alumnos.

El edificio está construido con tablas de kauri y tiene un techo de hierro corrugado Presenta aleros en forma de caja y ménsulas decoradas. La ventana central del edificio tiene doce paneles y dos ventanas de ocho paneles a cada lado. El interior tiene paredes y suelo de kauri.
Es la escuela más grande que se conserva del estilo neoclásico Reina Ana en Nueva Zelanda.
Un campanario  de 1,2 metros de altura se encuentra en la bahía central que se proyecta hacia afuera.

## Historia

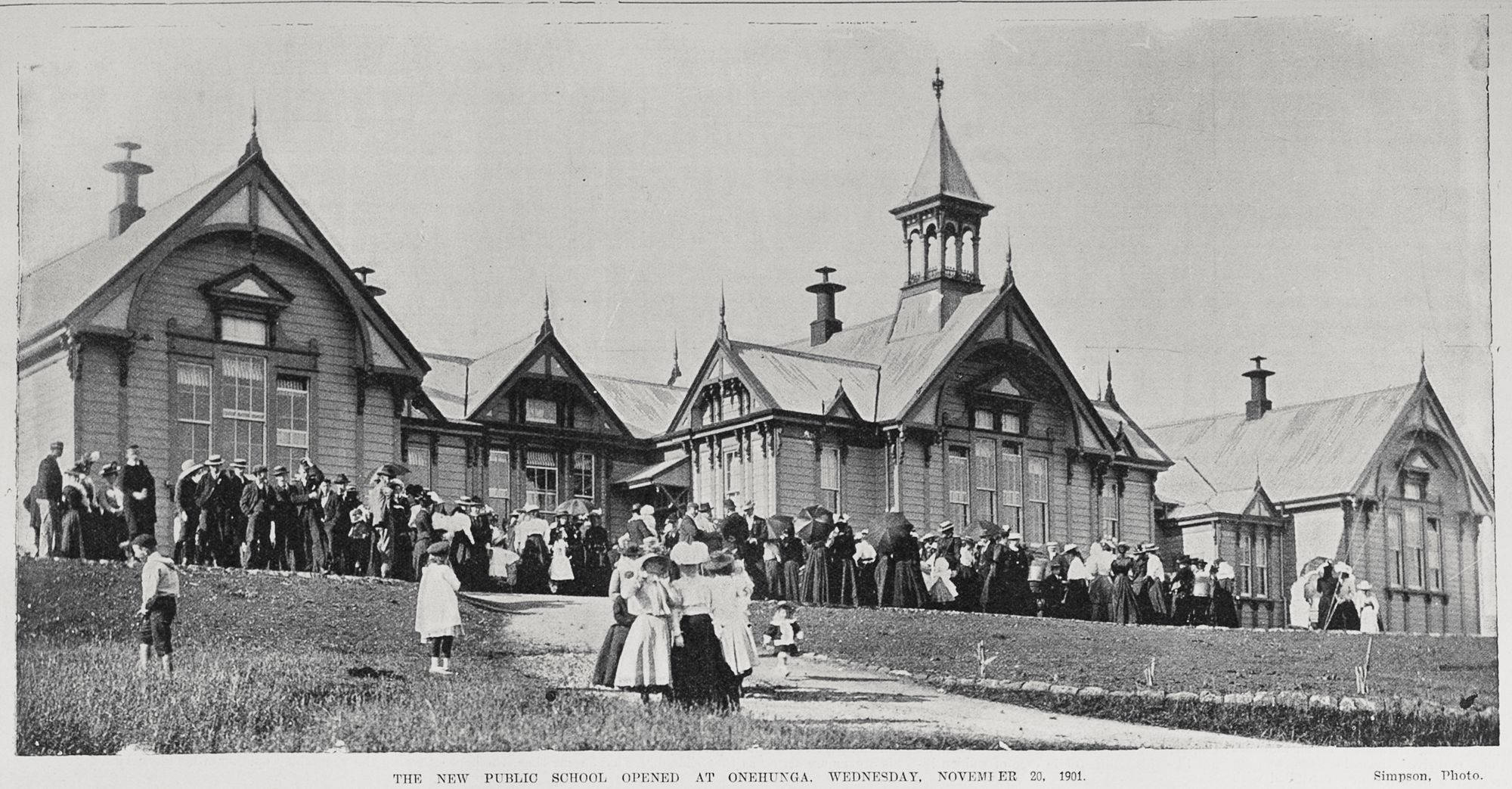
La inauguración de la nueva escuela en Onehunga, el 20 de noviembre de 1901

La primera escuela en Onehunga fue una escuela anglicana fundada en 1847. Con el paso de los años se establecieron otras escuelas eclesiásticas y privadas.
En 1873, la primera escuela pública, la Escuela del Distrito de Onehunga, abrió sus puertas en Onehunga y, para 1876, se trasladó a la calle Selwyn. Tras el crecimiento de Onehunga y de la educación en Nueva Zelanda, la escuela se expandió y en 1899 añadió un bloque para niños de preescolar. La Junta de Educación de Auckland decidió construir un bloque para niños de primaria en la parte más septentrional del terreno.
Los arquitectos Mitchell y Watt, de la Junta de Educación de Auckland, diseñaron un edificio de Qestilo Reina Ana. El edificio fue construido en 1901 por GM Handcock por 2374 libras esterlinas, con un coste de 60 libras esterlinas para el campanario.

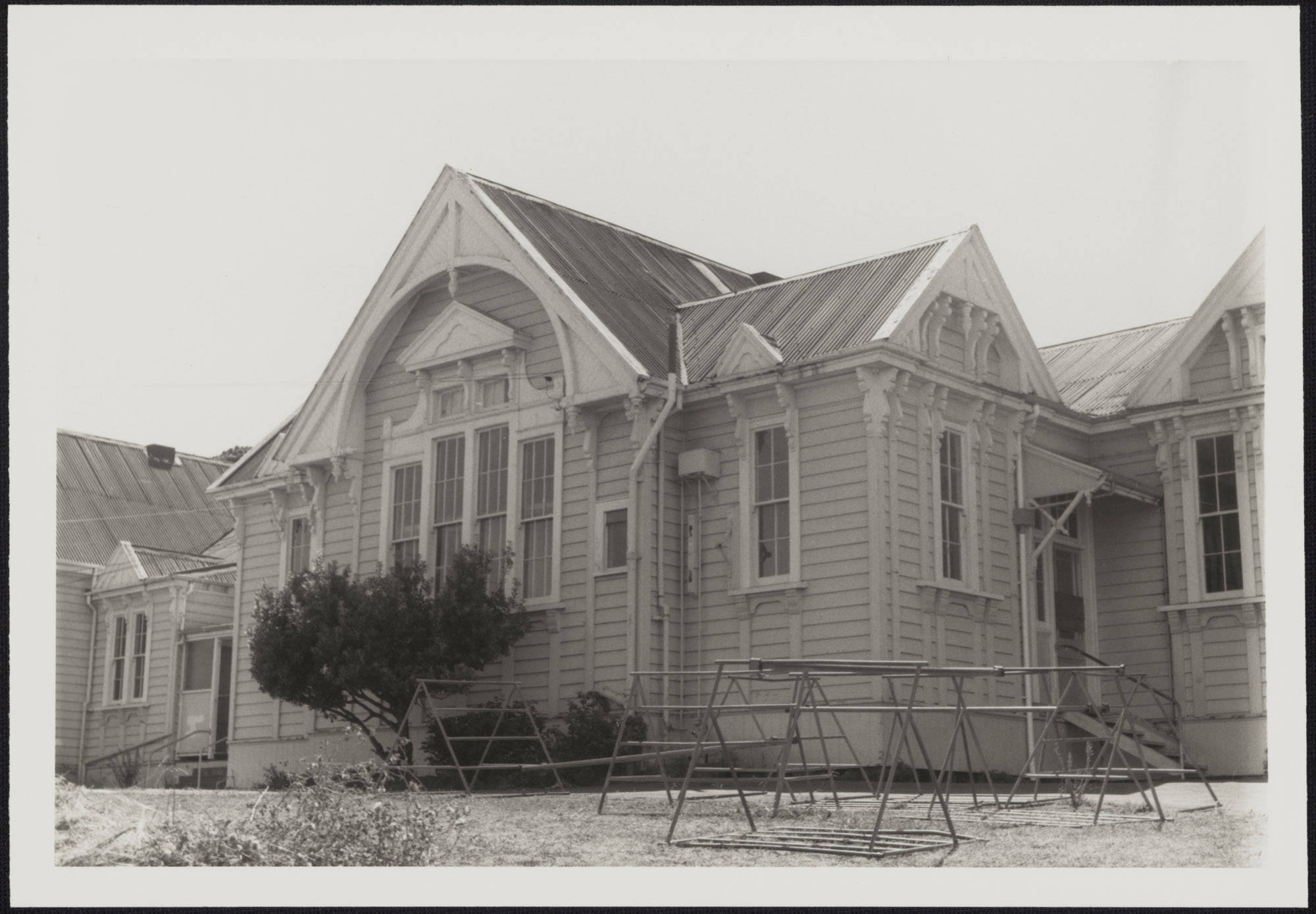
La escuela primaria Onehunga en la década de 1980

La escuela se inauguró oficialmente el 20 de noviembre de 1901. Impartió hasta séptimo grado. Anteriormente, los niños de la zona debían desplazarse a escuelas costosas en la cercana Auckland para continuar su educación secundaria. Tras las reformas del Gobierno Liberal de 1900, que redujeron el coste de la educación secundaria, se impulsó la creación de una escuela secundaria en Onehunga. En julio de 1903, se inauguró la Escuela Secundaria del Distrito de Onehunga. Esta se convirtió en la escuela secundaria más grande de la provincia de Auckland, con estudiantes que viajaban hasta Point Chevalier y Pukekohe . La escuela alcanzó su capacidad máxima en agosto de 1904.
En 1912, la Junta de Educación de Auckland decidió cerrar la escuela secundaria del distrito y volver a una escuela de distrito regular con enseñanza hasta séptimo grado. Parte de la decisión fue que las escuelas secundarias ofrecieran plazas gratuitas para los alumnos que terminaran la primaria. A medida que la educación cambiaba, también lo hacían las necesidades de la escuela. A partir de 1929, se instaló temporalmente una clínica dental en un aula, y a partir de 1930, se establecieron en el edificio una biblioteca y una clase de educación especial.
El crecimiento de la población en los alrededores de la escuela provocó cambios internos en el edificio. En la década de 1920, la escuela tenía entre 700 y 800 alumnos, en 1936 tenía 806 y para 1947 se había reducido ligeramente a 529. Para 1952, el edificio contaba con 10 aulas, además de la sala del director, la sala de profesores y la biblioteca. Estos cambios limitaron la eficacia de los sistemas de ventilación y calefacción diseñados por Mitchell y Watt. En 1939, la estufa se sustituyó por calefacción de gas y, en 1955, por una caldera. En 1960, se instaló iluminación eléctrica en el edificio.
El edificio también experimentó cambios exteriores. En 1947, se retiró el campanario debido a una gotera. En 1957, se reemplazó el tejado. Poco antes de 1967, se retiraron los remates. En 1968, debido a que el aumento del número de aulas provocó que el tamaño de las mismas se redujera por debajo del mínimo requerido, se ampliaron las aulas. Se utilizaron extensiones de fibrolita para ampliar varias aulas, además de cerrar las ventanas de lamas y la galería. En 1961, se talaron grandes árboles fuera de la escuela debido a que sus raíces dañaban el suelo sellado.
Para 1973, el edificio era demasiado pequeño y antiguo para las necesidades de la escuela. En ese momento, la escuela contaba con 370 alumnos.  Se decidió construir una nueva escuela en el mismo terreno cercano. El edificio se mantuvo en uso hasta 1982, antes de la inauguración de la nueva escuela. Inicialmente, se planeó demolerlo, pero el apoyo público llevó al director de la escuela a proponer que se convirtiera en un centro comunitario. En 1982, el edificio se convirtió en la Casa Comunitaria Onehunga tras el traslado de la escuela al nuevo emplazamiento.
En 2001, el Ministerio de Educación intentó vender la propiedad y el terreno.
Un fideicomiso, el Comité de Amigos de la Casa Comunitaria de Onehunga, se hizo cargo de la administración del edificio y en 2002 comenzó a recaudar fondos para una restauración. La restauración, dirigida por Antony Matthews, se inició en 2005 y finalizó en 2018. El comité había recaudado $950,000 para la restauración. Se instaló una réplica del campanario con la campana original de la escuela incluida a un costo de alrededor de $100,000. El pórtico sur se abrió de nuevo y se restauraron los remates. De 2007 a 2014, se restauró el interior y se derribaron los muros que dividían las aulas. Las ventanas de lamas se reemplazaron por ventanas de múltiples paneles que se asemejaban a las originales y se instaló una puerta francesa para abrir a la terraza. Se eliminaron los cobertizos que se habían añadido al edificio. Elementos decorativos como los remates tuvieron que ser reconstruidos a partir de fotografías antiguas y se analizaron muestras de pintura para determinar los colores originales. Se instalaron canaletas de cobre en lugar de tuberías de plástico. Una exalumna comentó que el edificio restaurado lucía igual que en 1923, cuando ella comenzó a asistir.
El edificio ahora se utiliza para grupos comunitarios, pero también alberga un pequeño museo relacionado con Onehunga y la educación en Nueva Zelanda.

## Significado
La escuela primaria Onehunga ha sido descrita como el edificio escolar de estilo Reina Ana "más grandioso" de Mitchell y Watt.
Una vez finalizada su construcción, la Escuela Primaria Onehunga era visible como un punto de referencia desde todas las partes de Onehunga.
El informe de Heritage New Zealand afirma: 'La llamativa madera aplicada y la ornamentación detallada de los soportes en la fachada principal y el campanario evocaron orgullo cívico en la institución y demostraron la importancia que tanto el gobierno como la comunidad local le dan a la educación'.
En 1922, Euphemia Buchanan estableció una beca para estudiantes de primaria locales. Euphemia y su esposo eran filántropos locales. En 2022, el premio Buchanan sigue vigente.